# Erotomanie
Erotomanie of een erotische betrekkingswaan is een vorm van waanstoornis. Bij deze psychische aandoening beeldt iemand zich in dat een ander verliefd op hem of haar is, romantische gevoelens koestert of openstaat voor romantische toenadering, terwijl daarvan in werkelijkheid geen sprake is. In de meeste gevallen gaat het om iemand met een hoge(re) maatschappelijke status (de baas, een filmster, een politicus, dokter, enzovoort). De aandoening wordt traditioneel ook wel het syndroom van Clérambault genoemd, naar de Franse psychiater Gaëtan Gatian de Clérambault (1872-1934).
Hoewel er seksuele fantasieën op kunnen treden, is de waan meestal geïdealiseerd romantisch en geestelijk van aard. In veel gevallen zoekt de persoon daadwerkelijk contact door middel van telefoontjes, brieven of stalken.
In eerste instantie vertrouwt de patiënt erop dat er een liefdevolle relatie zal ontstaan. Als het object van de liefde al getrouwd is of een relatie heeft, wordt deze verhouding als liefdeloos en mislukt beschouwd. Als de patiënt zich er gaandeweg bewust van wordt dat er geen relatie zal ontstaan, wordt zij of hij vaak teleurgesteld en kwaad, soms zelfs wraakzuchtig. Soms projecteert de patiënt deze woede op het object van de liefde en is bang zelf het slachtoffer van wraakacties te worden. Dit kan op zijn beurt tot angst of paranoia leiden.
Erotomanie wordt in klinische omstandigheden het meest bij vrouwen geconstateerd, maar mannen zijn eerder geneigd naar hun ideeën te handelen. Hierdoor kunnen problemen met politie en justitie ontstaan.

## Trivia
- Een bekend voorbeeld van erotomanie is John Hinckley Jr., die een aanslag pleegde op Ronald Reagan omdat hij geobsedeerd was door actrice Jodie Foster.
- De film À la folie... pas du tout van Laetitia Colombani (met de Engelse titel He Loves Me... He Loves Me Not) met Audrey Tautou (Le Fabuleux Destin d'Amélie Poulain) probeert de kijker erotomanie te laten beleven.